# Anita Strindberg
Anita Strindberg (ur. 19 czerwca 1937) – szwedzka aktorka występująca w latach 70. XX wieku we włoskich filmach gatunku grozy (giallo).

## Kariera
W latach 50. XX w. (jako Anita Edberg) zagrała drugoplanowe role w dwóch mało znanych, szwedzkich filmach. Szczyt jej kariery filmowej przypadał jednak w latach 70. we włoskich produkcjach, kiedy to wystąpiła w ponad dwudziestu obrazach, w większości filmach grozy zaliczanych do nurtu "giallo". Pierwszym jej filmem z tego gatunku był Una lucertola con la pelle di donna z 1971, a ostatnim – Follia omicida z 1981. Od tego czasu nie pojawiła się więcej na ekranie.
Filmy w których występowała należą do mało znanego gatunku niszowego i dziś pozostają już zupełnie nie znane. Jednak dzięki nim, aktorce przyszło występować u boku tak znanych gwiazd światowego kina jak: George Lazenby, Edwige Fenech, Tomás Milián, Henry Silva, Mel Ferrer, Arthur Kennedy, Franco Nero, Anthony Quinn, Martin Balsam, Christopher Lee, Cleavon Little, John Steiner, Claudia Cardinale, Eli Wallach.

## Filmografia
- 1957 Blondin i fara – operatorka centrali
- 1959 Sköna Susanna och gubbarna – Susanna
- 1970 Quella chiara notte d'ottobre – ofiara
- 1971 Una lucertola con la pelle di donna – Julia Durer
- 1971 La coda dello scorpione – Cléo Dupont
- 1972 Coartada en disco rojo – dr Paola Lombardi
- 1972 Lubieżnik – żona ambasadora Francji
- 1972 Kto widział jej śmierć? – Elizabeth Serpieri
- 1972 Il tuo vizio è una stanza chiusa e solo io ne ho la chiave – Irina
- 1972 Forza 'G' – Cléo Dupont
- 1972 Śmierć na Haiti – Grace Wright
- 1973 Partirono preti, tornarono... curati – Vera Cruz
- 1973 Diario segreto da un carcere femminile – Daughter of Musumeci
- 1974 Contratto carnale – Eva McDougall
- 1974 La profanazione – ?
- 1974 Ludzki odruch – Iona Tucci
- 1974 Człowiek bez pamięci – Mary Caine
- 1974 Antychryst – Greta
- 1975 La verginella – ?
- 1976 La segretaria privata di mio padre – Ingrid
- 1976 L'inconveniente – ?
- 1981 La salamandra – księżna Faubiani
- 1981 Follia omicida – Glenda Stanford

## Źródła
- Anita Strindberg na stronie Szwedzkiego Instytutu Filmowego
- Anita Strindberg na stronie The Terror Trap